# Мачанка
Мача́нка (бел. мачанка, укр. мачанка) — молочное или мясное блюдо белорусской и украинской кухни.

## Мясная
Мачанку свиную готовят обычно из различных мясных обрезов (того, что осталось после приготовления других блюд): копчёных, солёных, сала, ветчины, колбасы, обрезков с костей и тому подобного. Поэтому мясо в мачанку нарезают очень мелкими кусочками. Другие составляющие мачанки — соус, мука, вода. Из приправ добавляют лук, грибы, укроп, реже перец.
Когда мачанку готовят как самостоятельное блюдо, то можно добавлять в неё различные составляющие: отварной и порезанный мелко картофель, капусту, репу. Гарнир можно подавать и отдельно, тогда овощи запекают и подают целыми или крупными кусками.
Часто мачанку подают с блинами.
Простейшая мачанка — шкварковая, которая готовится из соуса со шкварками, заправленного мукой и разбавленного водой с луком и перцем.

## Молочная

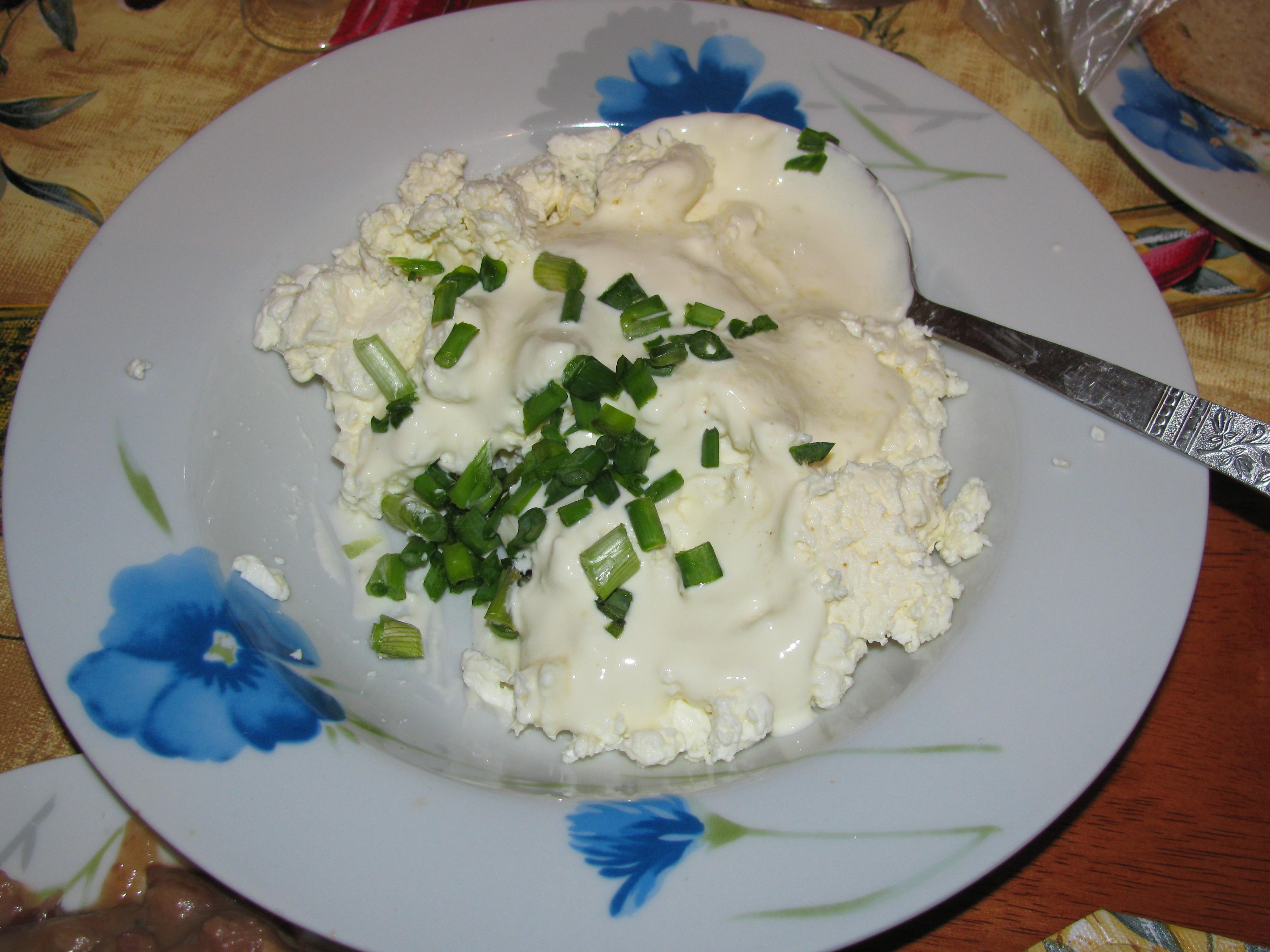
Мачанка из домашнего творога и сметаны

Готовят из смеси творога, молока и сливок. В зависимости от взятых пропорций мачанка может быть гуще или реже, кислее или слаще.
В мачанку добавляют отварной картофель, лук, укроп, молодой тмин.

## Этимология
Название происходит от слова макать, так как обычно мачанка употребляется не как самостоятельное блюдо, а для макания в неё варёных овощей, блинов, драников, оладий и тому подобных изделий.